# Virginia Millán
María Virginia Millán Salmerón (Sevilla, 19 de septiembre de 1983) es una exdeportista, abogada y expolítica española, diputada por Sevilla en el Congreso durante las XI, XII legislaturas y XII legislaturas. Fue campeona de Andalucía de natación sincronizada por equipos, y en competición nacional subcampeona de España y dos veces medalla de bronce. Actualmente es adjunta al defensor del Pueblo Andaluz.

## Biografía
Fue deportista profesional hasta los 18 años; resultó cinco veces campeona de Andalucía de natación sincronizada por equipos, y en competición nacional subcampeona de España y dos veces medalla de bronce.
Licenciada en Derecho por la Universidad de Sevilla. Afiliada a Ciudadanos, en 2015 fue elegida tras un proceso de primarias para liderar la lista de Sevilla al Congreso de los Diputados; tras las elecciones generales de 2015 fue nombrada diputada y reelegida después de las elecciones de 2016. Fue portavoz de la Comisión de Derechos de la Infancia y Adolescencia y portavoz adjunta de la Comisión Mixta de Relaciones con el Defensor del Pueblo. También ha sido Secretaria de Relaciones Institucionales de Ciudadanos en Andalucía entre 2015 y 2019.
De cara a las elecciones generales del 28 de abril de 2019, renunció concurrir a las primarias como número uno alegando problemas de salud.
En las elecciones generales de España de noviembre de 2019, Ciudadanos perdió 47 escaños en toda España, incluyendo Sevilla, consiguiendo únicamente un escaño. Esto hizo que Salmerón perdiera su asiento en el Congreso de los Diputados. Dejó su militancia en Ciudadanos a finales de 2019. En enero de 2021 fue nombrada adjunta al defensor del Pueblo de Andalucía.